# Charley le borgne
Pour plus de détails, voir Fiche technique et Distribution.
Charley le borgne (Charley One-Eye) est un western britannico-américain réalisé par Don Chaffey, sorti en 1973.

## Synopsis
Après avoir tué un officier, un soldat noir, Ben, est contraint de déserter l'armée et il est aussitôt traqué par elle et les Mexicains. Perdu dans le désert, il rencontre un Indien taiseux et solitaire affligé d'un pied-bot, Taureau-Assis, qui ne parle qu'à son animal de compagnie, un poulet surnommé "Charley le borgne". Le déserteur et l'Indien, malgré leur caractère différent, se lient d'amitié. Ils se réfugient à côté d’une petite église abandonnée. Lorsque Ben est capturé par un odieux chasseur de primes raciste, l'Indien, jusqu'ici peu loquace, prend les armes et part à son secours.

## Fiche technique
- Titre original : Charley One-Eye
- Titre français : Charley le borgne
- Réalisation : Don Chaffey
- Scénario : Keith Leonard
- Montage : Mike Campbell
- Musique : John Cameron
- Photographie : Kenneth Talbot
- Production : David Frost et James Swan
- Société de production : David Paradine Productions
- Société de distribution : Paramount Pictures
- Pays de production :  Royaume-Uni,  États-Unis
- Langue originale : anglais
- Format : couleur
- Genre : western
- Durée : 96 minutes
- Date de sortie : 
  - États-Unis : 18 avril 1973

## Distribution
- Richard Roundtree : Ben
- Roy Thinnes : Taureau-Assis
- Nigel Davenport : le chasseur de primes
- Jill Pearson : la femme de l'officier
- Aldo Sambrell : le conducteur mexicain
- Rafael Albaicín : le chef des mexicains